# Berardo dei Bonacolsi

Stemma dei Bonacolsi

Berardo dei Bonacolsi (Modena, XIII secolo – XIII secolo) è stato un politico italiano.

## Biografia
Lo storico Pompeo Litta, nella sua opera Famiglie celebri italiane, indica in Berardo dei Bonacolsi, figlio di un Bonacolsa, il capostipite della casata dei Bonacolsi, futuri signori di Mantova. Ricerche storiche indicherebbero come Bonacolso I dei Bonacolsi come massaro del comune di Modena nel 1282. In realtà si tratterebbe di Bonacorso (non Bonacolso) che avrebbe dato origine alla famiglia modenese dei Bonaccorsi.

## Discendenza
Il Litta indicò anche come figlio e discendente di Berardo il figlio Pinamonte, che storicamente risulta invece essere figlio di Martino.